# Huguette M. Clark

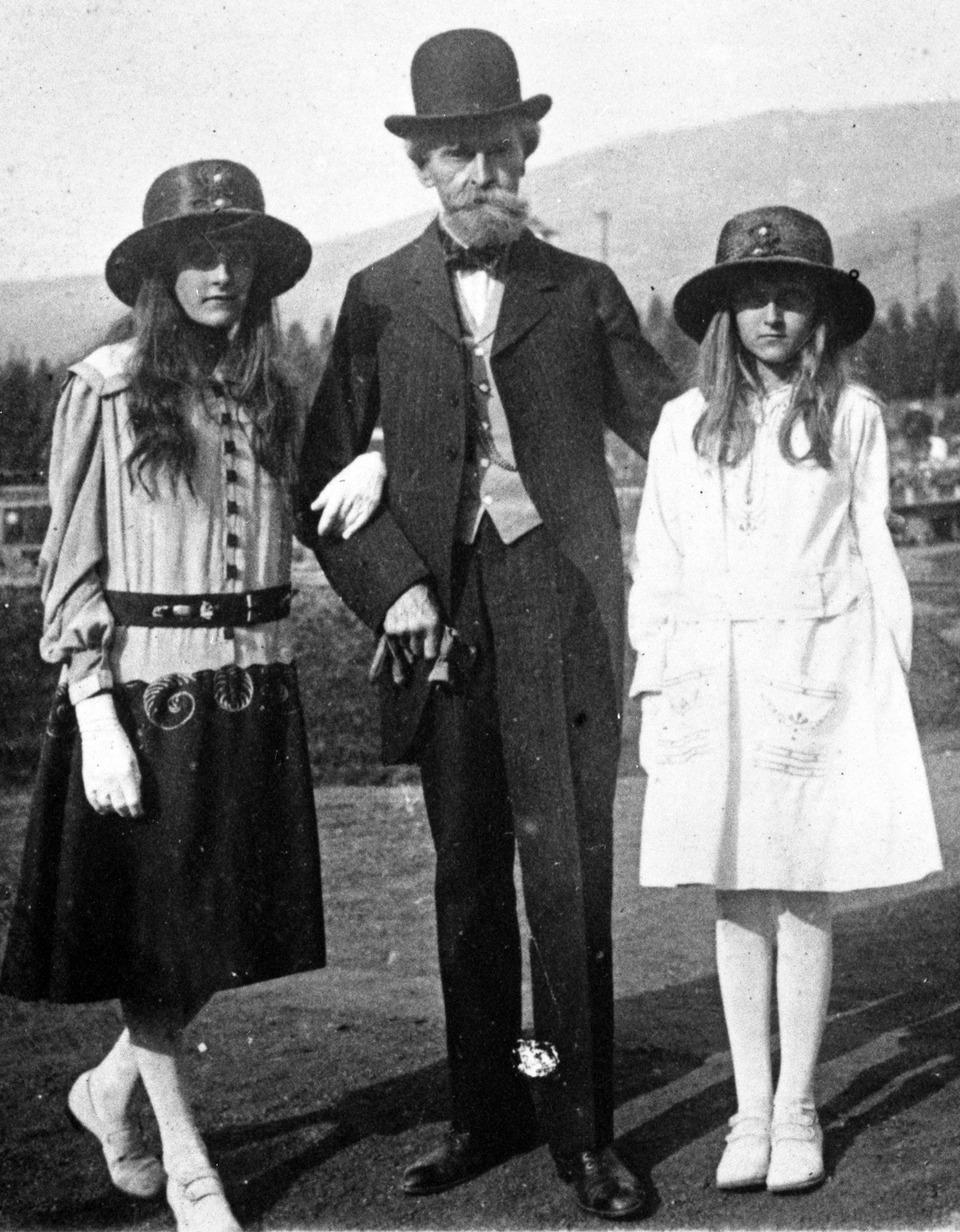
William Andrews Clark mit seinen Töchtern in „Columbia Gardens“, Butte. Andrée (links), Huguette (rechts)

Huguette Marcelle Clark (* 9. Juni 1906 in Paris, Frankreich; † 24. Mai 2011 in New York, Vereinigte Staaten) war eine US-amerikanische Millionärin, die vor allem für ihr exzentrisches Verhalten bekannt war.

## Leben
Huguette Clark kam am 9. Juni 1906 in Paris als zweites Kind des Industrie-Tycoons William Andrews Clark und seiner zweiten Frau Anna Eugenia Clark (geborene Chapelle) zur Welt. Clark galt zu Lebzeiten als einer der reichsten Männer der USA. Er war auch politisch aktiv und war zwischen 1899 und 1900 sowie von 1901 bis 1907 Senator für Montana. Ihr Vater hatte nach dem Tod seiner ersten Frau das ehemalige Kindermädchen der Familie geheiratet. Die Ehe wurde vermutlich 1901 geschlossen. Vor der amerikanischen Öffentlichkeit wurde sie jedoch zunächst geheim gehalten, da die 39 Jahre jüngere Frau hier als nicht standesgemäß galt. Clark und seine Frau konnten so nur in Europa gemeinsam als Paar auftreten, was sich erst im Jahr 1904 änderte, als die Verbindung nach Presseberichten auch in den Vereinigten Staaten bekannt wurde. Aus der ersten Ehe ihres Vaters hatte sie noch fünf Geschwister, von denen mindestens eine vor ihrer Geburt verstarb.
Ihre Kindheit verbrachte sie ab 1907 in einer prachtvollen Villa an der Fifth Avenue. Sie besuchte die New Yorker Miss Spence’s School for Girls. Als ihre Schwester Andree 1919 mit nur 16 Jahren an Meningitis verstarb, wurde sie zur Haupterbin und musste nun an Stelle ihrer Schwester gesellschaftliche Aufgaben übernehmen. In den 1920er Jahren kaufte der Vater von Clark als Winterquartier der Familie in Santa Barbara, Kalifornien das Anwesen Bellosguardo mit Blick über den Pazifik. Nach dem Tode ihres Vaters 1925 erbten ihre Halbgeschwister und sie ein Vermögen von über 300 Millionen US-Dollar.
Zu dieser Zeit hatte sich Clark auch verstärkt den Künsten und der Musik zugewandt. Für das Jahr 1929 ist eine Ausstellung mit sieben ihrer Bilder im Washingtoner Corcoran College of Art and Design belegt.

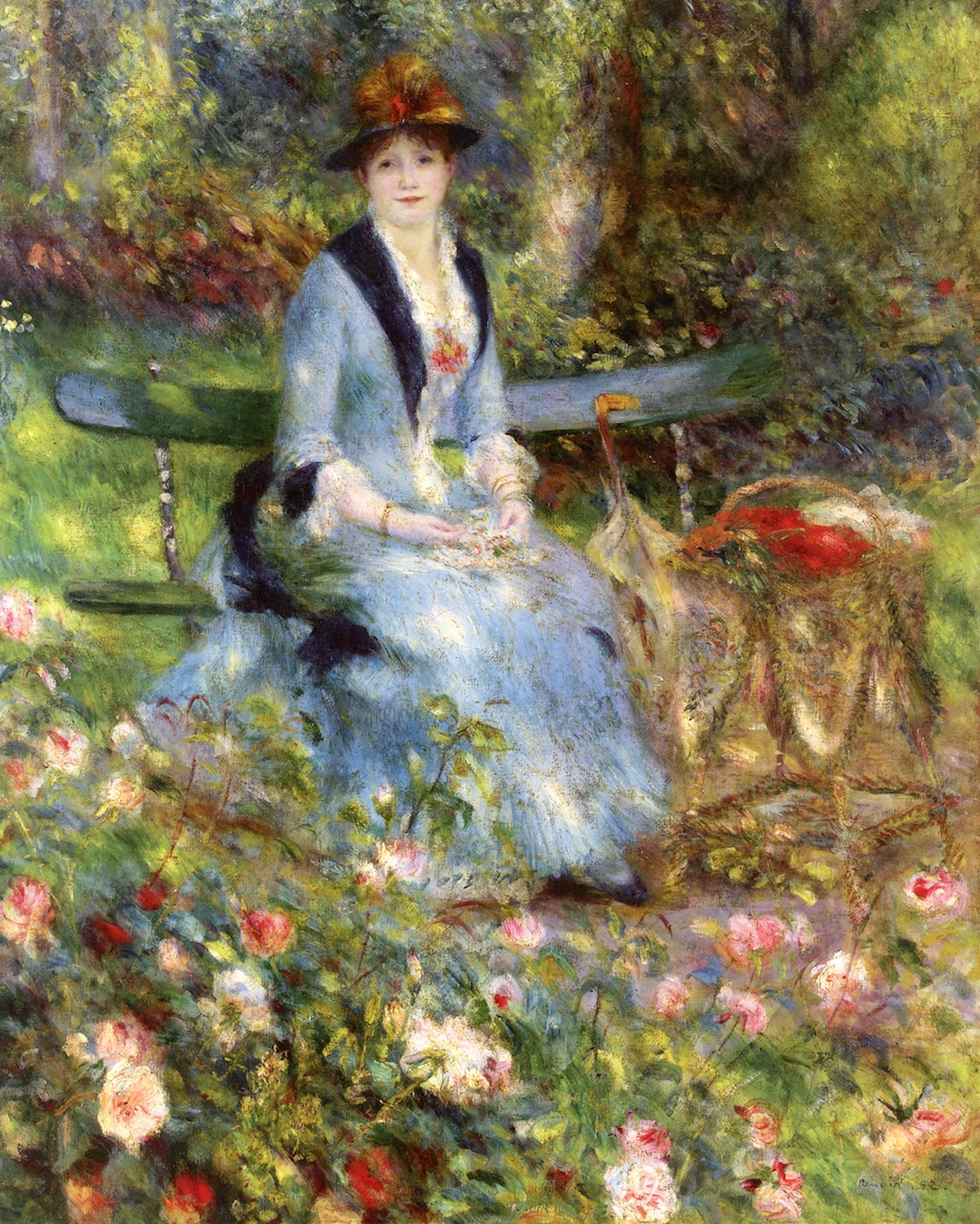
Renoir-Gemälde Dans les Roses (Portrait de Madame Léon Clapisson)

Im Jahr 1928 heiratete sie den Jura-Studenten William MacDonald Gower, von dem sie sich 1930 bereits wieder scheiden ließ. Die Ehe blieb kinderlos. Aus dem gleichen Jahr stammt ihr letztes bekanntes Foto. Ein Jahr später bestritt ein irischer Adliger öffentlich eine geplante Ehe mit Clark. Sie verließ überstürzt einen Opernbesuch und nahm danach bis zum Tode ihrer Mutter 1963 nur noch gelegentlich öffentliche Auftritte wahr. Danach zog sie sich komplett aus der Öffentlichkeit zurück und lebte die nächsten 25 Jahre in einem Apartment in New York. Dort verbrachte sie die Zeit mit ihrer enormen Puppensammlung und kommunizierte mit Besuchern oft nur durch verschlossene Türen.
Seit 1988 lebte sie auf eigenen Wunsch in Krankenhäusern, obwohl sie nach Aussage ihrer damaligen Hausangestellten gesund schien. Dort war sie unter wechselnden Namen bekannt und wurde von privaten Krankenschwestern gepflegt.
Clark spendete wiederholt für wohltätige Zwecke, was aber größtenteils erst nach ihrem Tod bekannt wurde.
Im Jahr 2003 ließ sie das Renoir-Gemälde Dans les Roses (Portrait de Madame Léon Clapisson) beim Aktionshaus Sotheby’s versteigern, was einen Erlös von 23,5 Millionen US-Dollar einbrachte.
Nach fast 80 Jahren, in denen Clark extrem zurückgezogen lebte, gab es seit Mitte des Jahres 2010 im Zuge mehrerer Rechtsstreite umfangreiche Presseberichte über die exzentrische Millionärin.
Am 24. Mai 2011 verstarb sie im Alter von 104 Jahren im New Yorker Beth Israel Hospital. Zwei Tage später wurde sie auf dem Woodlawn Cemetery in der New Yorker Bronx beigesetzt. Clark hinterließ ein Vermögen von etwa 500 Millionen Dollar. Der Großteil des Vermögens ging an eine Stiftung zur Förderung der Künste. Sie sollte unter anderem den Ausbau von Bellosguardo in ein Museum mit den Gemälden, Musikinstrumenten und seltenen Büchern der Erblasserin dienen. Clarks entfernte Verwandte erhielten nichts aus dem Erbe.